# Goldstone-rapporten
Goldstone-rapporten er en officiel rapport, udarbejdet for FN's menneskerettighedsråd (UNHRC) om krigshandlingerne i og omkring Gaza ved årsskiftet 2008–09. Rapporten fastslår at der blev begået krigsforbrydelser og muligvis forbrydelser mod menneskeheden både af Israels militære styrker og af palæstinske væbnede grupper, men at de israelske overgreb var de mest omfattende.
Rapporten blev uadarbejdet af The United Nations Fact Finding Mission on the Gaza Conflict (FNs kommission for at finde fakta om Gaza-konflikten), populært kaldet Goldstone-kommissonen efter lederen Richard Goldstone. Kommissonen blev udnævnt af UNHCR's præsident på baggrund af en rådsbeslutning den 12. januar 2009. Det oprindelige mandat hævdedes at være ensidigt og anti-israelsk, og det blev derfor ændret før arbejdet blev igangsat. Israel nægtede på trods heraf at samarbejde med kommissionen, som heller ikke fik indrejsetilladelse til landet.
Den endelige rapport blev publiceret den 15. september 2009 og er på 452 sider. Den indeholder omfattende dokumentation om krigshandlingene og deres indvirkning på det civile liv i Gaza. Videre omtales forhold for palæstinenserne på Vestbredden, de intern-palæstinensiske stridigheder i Gaza og den palæstinensiske beskydning af byer i Israel.
Rapporten har fået en blandet modtagelse, og den er omtalt både som et grundigt og stærkt vidnesbyrd om krigen og som et ensidigt propagandaskrift mod Israel. På et møde i UNHRC den 15. oktober 2009 fik rapporten tilslutning fra et flertal på 25 af rådets 47 medlemmer. Seks stemte imod, elleve afstod fra at stemme, mens fem lande ikke deltog i afstemningen.

## Eksterne links
- Human Rights in Palestine and other occopied Arab Territories - Report of the United Nations Fact-Finding Mission on the Gaza Conflict (Goldstone-rapporten), 25. september 2009
- Menneskerettighetsrådets webside om kommissionen Arkiveret 7. juni 2009 hos  Wayback Machine